# فتيان الشروق (فلم)
فتيان الشروق (بالإنجليزية: The Sunshine Boys) هو فيلم كوميدي تم إنتاجه في الولايات المتحدة وصدر في سنة 1975.

## بطولة
- والتر ماثو

### ترشيحات وجوائز
| السنة | الحدث          | الفئة                  | النتيجة  |
| ----- | -------------- | ---------------------- | -------- |
|       | جائزة الأوسكار | أفضل ممثل في دور مساعد | فـــــوز |

## وصلات خارجية
- مقالات تستعمل روابط فنية بلا صلة مع ويكي بيانات